# Challenger de Sarasota 2025
El torneo Sarasota Open 2025, denominado por razones de patrocinio Elizabeth Moore Sarasota Open fue un torneo de tenis perteneció al ATP Challenger Tour 2025 en la categoría Challenger 75. Se trató de la 15ª edición; el torneo tuvo lugar en la ciudad de Sarasota (Italia), desde el 7 hasta el 13 de abril de 2025 sobre pista de tierra batida (verde) al aire libre.

## Jugadores participantes del cuadro de individuales
| Preclasificado | País                      | Jugador                | Rank1 | Posición en el torneo |
| 1              | Bandera de Estados Unidos | Eliot Spizzirri        | 129   | Semifinales           |
| 2              | Bandera de Argentina      | Federico Agustín Gómez | 140   | Semifinales           |
| 3              | Bandera de Estados Unidos | Mitchell Krueger       | 141   | Segunda ronda         |
| 4              | Bandera de Chile          | Tomás Barrios          | 147   | Cuartos de final      |
| 5              | Bandera de Estados Unidos | Emilio Nava            | 164   | CAMPEÓN               |
| 6              | Bandera de Kazajistán     | Dmitry Popko           | 175   | Baja                  |
| 7              | Bandera de Canadá         | Liam Draxl             | 178   | FINAL                 |
| 8              | Bandera de Argentina      | Facundo Mena           | 188   | Primera ronda         |

- 1 Se ha tomado en cuenta el ranking del 31 de marzo de 2025.

### Otros participantes
Los siguientes jugadores recibieron una invitación (wild card), por lo tanto ingresan directamente al cuadro principal (WC):
- Martin Damm
- Garrett Johns
- Tyler Zink

Los siguientes jugadores ingresan al cuadro principal tras disputar el cuadro clasificatorio (Q):
- Gabi Adrian Boitan
- Daniel Dutra da Silva
- Patrick Maloney
- Iñaki Montes de la Torre
- Genaro Alberto Olivieri
- Juan Carlos Prado

## Campeones

### Individual Masculino
- Emilio Nava derrotó en la final a  Liam Draxl por 6–2, 7–6(2)

### Dobles Masculino
- Robert Cash /  James Tracy derrotaron en la final a  Federico Agustín Gómez /  Luis David Martínez por 6–4, 7–6(3)